# Dunajovický potok
Der Dunajovický potok (deutsch Retzbach, auch Tannowitzer Bach) ist ein rechter Nebenfluss der Thaya/Dyje in Tschechien.

## Verlauf
Der Dunajovický potok entspringt nordwestlich von Mikulov (Nikolsburg) an den Trappenkugeln (219 m n.m.) in der Mikulovská vrchovina. Der Bach, der auf seinem gesamten Lauf nördliche Richtung nimmt, fließt durch eine breite Senke, die die Pavlovské vrchy (Pollauer Berge) von den Dunajovické vrchy (Tannowitzer Berge) trennt. Östlich erheben sich in den Pollauer Bergen der Růžový vrch (Rosenberg, 298 m n.m.), der Kunold (298 m n.m.) und der Anenský vrch (Annaberg, 268 m n.m.); die Ořechová hora (Bratelsbrunner Berg, 263 m n.m.), der Liščí kopec (Fuchsenberg, 272 m n.m.), die Velká Slunečná (Hoher Sonnenberg, 283 m n.m.), der Zimní vrch (260 m n.m.) und die Kraví hora (Alter Kuhberg, 234 m n.m.) im Westen sind Teil der Tannowitzer Berge.
Am Mittellauf erstreckt sich das Dorf Dolní Dunajovice (Unter Tannowitz), es ist die einzige vom Bach durchflossene Ortschaft.
Auf seinem letzten Abschnitt fließt der Bach in das Dolnomoravský úval (Südliches Marchbecken) und mündet nach ca. neuneinhalb Kilometern in den oberen Stausee Nové Mlýny. Vor der Aufstauung der Thaya mündete der Dunajovický potok gegenüber von Mušov (Muschau) in den Fluss.
Durch die Einleitung von Abwässern, auch aus Perná und Bavory, sowie Einträge aus der Landwirtschaft hat der Dunajovický potok eine schlechte Wasserqualität. Der Bach und seine drei Zuflüsse sind größtenteils reguliert. Der Bachlauf führt überwiegend durch landwirtschaftlich genutztes Gebiet.
Ca. einen Kilometer westlich verläuft am Fuße der Tannowitzer Berge – weitgehend parallel zum Dunajovický potok – der Bewässerungskanal Brod-Bulhary-Valtice, über den in Gegenrichtung bei Bedarf in längeren Trockenperioden Wasser aus dem Stausee Nové Mlýny in den Šibeník und den Niklasgraben gepumpt wird.

## Zuflüsse
- Wasserlauf vom Růžový vrch (r)
- Bavorský potok (r)
- Wasserlauf von Perná (r)